# 室山の戦い
室山の戦い（むろやまのたたかい）は、寿永2年（1183年）11月29日、播磨国室山（現兵庫県たつの市御津町室津港の背後にある丘陵）に陣を構える平氏軍を、源行家軍が攻撃して敗れた戦い。平安時代末期の内乱、治承・寿永の乱の戦いの一つ。

## 経過
寿永2年（1183年）7月末に源義仲と源行家は平氏を追い落として入京するが、その時点から序列を争う両者の不和が現れていた。弁舌が立ち後白河法皇に取り入る行家と、その粗野な振る舞いで法皇の不興を買う義仲との関係は、義仲の敗色が濃くなると共に悪化していく。義仲は後白河法皇の再三の要請で9月20日に西国の平氏追討に向かうが、閏10月1日の水島の戦いで敗北し、15日に都へ戻る。19日には義仲が法皇や公卿を連れて北陸へ向かうとの風聞が流れ、翌日には義仲がこの風聞は行家が広めた嘘であると否定している。法皇に取り入って出し抜こうとする行家と、西に平氏の脅威を抱えながらそれを阻止しようとする義仲の関係は険悪を極めた。
義仲の在京軍勢はすでに瓦解を始め、行家は公然と義仲と別行動を取るようになり、11月8日に西国の平氏追討の任を朝廷から公式に受けて京から出陣した。『玉葉』の同日条によると、行家の軍勢はわずか270余騎であり、九条兼実はその軍勢の少なさを不審がっている。
ほぼ同じ頃、鎌倉の源頼朝から代官として派遣された源義経と中原親能の軍勢が近江国に到着して都の情勢をうかがっており、平氏、鎌倉、法皇、行家と四面楚歌に陥った義仲は、完全な孤立状態に追い詰められ、その焦燥は11月19日の法住寺合戦で爆発する事になる。
一方、行家は11月29日（『玉葉』による。『吉記』では28日）、播磨国室山に陣を構える平知盛・平重衡率いる平氏軍を攻撃する。五段構えに布陣した平氏軍は、陣を開いて攻め寄せる行家軍を中に進入させて包囲した。行家は郎従百余名を討たれながら大軍を割って逃げ、高砂まで退いたのち、海路で本拠地の和泉国に到着し、河内国へ越えて長野城（大阪府河内長野市、金剛寺領長野荘）へ立て籠もった（『平家物語』「室山」）。
この行家惨敗により、平氏側では水島合戦に続く勝利を得て都奪還の気運が高まり、即時上洛を主張する知盛と反対する宗盛との間で口論となっている。12月には都で平氏上洛の噂が流れ、近江国に控える鎌倉軍の動きを警戒する義仲を刺激した。義仲は12月2日に平氏に起請文を送って和平交渉に乗り出し、奥州の藤原秀衡に頼朝追討の院庁下文を出させるが、いずれも不調に終わり、諸勢力が水面下で様々に動く中、事態は宇治川の戦いへと展開してゆく。
義仲は翌年の正月、河内国長野城に立て籠もって反旗を翻した行家を追討すべく樋口兼光を派遣し、行家はそこでも敗れて紀伊国の名草へ逃げ込んでいる。行家は義仲滅亡後の2月3日、再び都に戻って義経に接近し、鎌倉との対立を煽ることになる。